# Haim Steinbach
Pour les articles homonymes, voir Steinbach.
Haim Steinbach (né à Rehovot, Israël, 1944) est un artiste américain attaché au mouvement simulationniste.
Beaucoup de ses œuvres consistent en des arrangements d'objets fabriqués en série, disposés sur des étagères en formica de sa propre conception.
Haim Steinbach vit à New York.

## Vie et travail
Depuis la fin des années 1970, l'art de Steinbach est axé sur la sélection et l'agencement d'objets, en particulier d'objets de tous les jours. Afin de les mettre en lumière, il conçoit des structures et des dispositifs d'encadrement pour leur présentation. Steinbach présente des objets, allant du naturel à l'ordinaire, en passant par l'artistique et l'ethnographie, donnant forme à des œuvres d'art qui soulignent leur identité et leur sens inhérent. En explorant les aspects psychologiques, esthétiques, culturels et rituels des objets ainsi que leur contexte, Steinbach a redéfini le statut de l'objet dans l'art.
Il vit et travaille à Brooklyn, à New York, et à San Diego, en Californie, avec son partenaire et son fils.

## Expositions
Après ses expositions personnelles en 1979 à la galerie new-yorkaise Artists Space, à Tribeca, où son installation, Display # 7 (1979) consistait en un mur recouvert de bandes de papiers peints et d'objets trouvés disposés avec précision sur des étagères, puis en 1980 à la galerie Fashion Moda (en) dans le Bronx, l'intérêt de Steinbach pour le monde des objets en fait un acteur important dans le discours créatif de New York des années 1980.
En 1983, Steinbach travaille au gardiennage du The New York Earth Room de Walter De Maria. Steinbach participe avec les artistes de Group Material (en) à des expositions dans des magasins, des appartements et le métro, ainsi que dans les nouvelles galeries de l'East Village, dont Jay Gorney Modern Art et Nature Morte (en).
Dès la seconde moitié de la décennie, les œuvres de Steinbach attirent de plus en plus l'attention, tant aux États-Unis qu'en Europe, et figurent dans plusieurs expositions internationales :
- "New Sculpture", à la Renaissance Society (en) de Chicago et "Prospect 86", à l'Association d'art de Francfort en 1986
- "El arte y su doble", à la Fundacion Caja de Pensiones, Madrid, "Les courtiers du désir", au Centre Pompidou, à Paris, et l'installation de Group Material à la documenta 8 à Cassel, en 1987
- "Corne d'abondance", au Stedelijk Museum, Amsterdam, et "A Forest of Signs", au musée d'Art contemporain, Los Angeles, 1988.

Il a également présenté de nombreuses expositions personnelles dans des galeries importantes, telles que la Sonnabend Gallery, à New York, la Rhona Hoffman Gallery, Chicago, la Galerie Margo Leavin (en), Los Angeles, la Galleria Lia Rumma, Naples et la Galerie Yvon Lambert, Paris.
À la fin des années 1980, Steinbach est reconnu comme l'un des artistes contemporains les plus importants au monde. Des expositions individuelles sont organisées au CAPC musée d'art contemporain de Bordeaux en 1988, au Palais des beaux-arts de Bruxelles (avec John Knight) en 1991, au Centre d'art contemporain Witte de With à Rotterdam en 1992 et au musée Guggenheim, à New York (avec Ettore Spalletti), en 1993.
Tout au long des années 1990, son travail est inclus dans de nombreux spectacles importants, par exemple Metropolis, au Martin-Gropius-Bau de Berlin en 1991, à la documenta 9 à Cassel et The Boundary Rider, à la neuvième Biennale de Sydney en 1992, Viaggio Verso Citera à la 45e Biennale de Venise en 1993, Passions privées au musée d'art moderne de la Ville de Paris en 1995, NowHere, au musée d'Art moderne Louisiana à Humlebæk (Danemark), en 1996, Città Natura aux jardin botanique et au Palais des expositions de Rome, et Passato, Presente, Futuro à la 46e biennale de Venise en 1997, Pop / Abstraction au Museum of American Art de la Pennsylvania Academy of the Fine Arts à Philadelphie en 1998, Dinge in der Kunst des XX. Jahrhunderts, Haus der Kunst, Berlin, en 2000, Partage d'Exotismes, Biennale de Lyon, 2000 et Shopping, Schirn Kunsthalle (en), Francfort, 2002.
En 1995, une exposition majeure sur le travail de Haim Steinbach a eu lieu au musée d'art contemporain Castello di Rivoli à Turin, en Italie. D'autres expositions importantes dans des musées ont suivi comme :
- à la Galerie d'art de l'Université York, à Toronto, en 1996 ;
- au Museum Moderner Kunst Stiftung Ludwig Wien, Vienne, 1997 ;
- au Neuer Berliner Kunstverein, Berlin ;
- à la Haus der Kunst, Munich, 2000 ;
- à la Serpentine Gallery, Londres, 2014[3].

## Publications
Les travaux de Haim Steinbach ont fait l'objet d'articles dans de nombreuses publications, telles que :
- Artforum, 1988 ("Haim Steinbach's Wild, Wild, West", Germano Celant) ;
- Artscribe, 1988 ("The Consumption of Everyday Life", John Miller) ;
- Flash Art International, 1996 ("Haim Steinbach: Naked in the Nineties", Jen Budney).

Son travail a été traité dans de nombreuses anthologies telles que :
- L'Ivresse du Réel : L-Objet dans l'art du XXe siècle, 1993 ;
- Return of the Real, 1996 ;
- Art of the 20th Century, 1998 ;
- Art Since 1940 – Strategies of Being, 1995 ;
- Conceptual Art, 1998 ;
- Modernism in Dispute, 1993.

Les publications consacrées à son travail accompagnaient des expositions individuelles comme suit :
- CAPC musée d'art contemporain de Bordeaux, 1998 ;
- Castello di Rivoli, 1995 ;
- Museum Moderner Kunst Stiftung Ludwig Wien, Vienne, 1997 ;
- Neuer Berliner Kunstverein, Berlin ;
- Haus der Kunst, Munich, 2000 ;
- Serpentine Gallery, Londres, 2014.

## Éducation
- 1971-73 Université Yale, New Haven (Connecticut), MFA

- 1965-66 Université d'Aix-Marseille, France, diplôme

- 1962-68 Institut Pratt, Brooklyn, NY, BFA

## Sources
- Haim Steinbach, publié par Ritter Klagenfurt, 1995
- Haim Steinbach, Édité par Ida Gianelli, publié par Charta, 1999